# Droga wojewódzka nr 731
Droga wojewódzka nr 731 (DW731) – droga wojewódzka prowadząca z Potyczy do Białobrzegów. Łączy Warkę z systemem dróg krajowych (DK7 i DK79). Nieciągłość kilometrażu na odcinku wspólnym (0,9 km) z drogą wojewódzką nr 730. 

## Miejscowości leżące przy trasie DW731
- Potycz (DK79)
- Konary
- Magierowa Wola
- Dębnowola
- Piaseczno
- Warka (DW730, DW736)
- Grzegorzewice
- Lechanice
- Palczew
- Bończa
- Michałów Górny
- Branków
- Biejków
- Promna
- Falęcice S7  - obwodnica Białobrzegów
- Białobrzegi (DK48)